# Stan Brakhage
Stan Brakhage, född 14 januari 1933 i Kansas City, Missouri, död 9 mars 2003 i Victoria, British Columbia, Kanada, var en amerikansk avantgardefilmare.
Stan Brakhage utbildade sig på California School of Fine Arts, Omkring 1954 Runt flyttade han till New York. Om Maya Deren skapade den amerikanska avantgardefilmen, så förstod Brakhage dess potential. Redan som 19-åring 1952 gjorde han sin första film Interim, och fram till sin död slutförde han över 300 filmer.
Brakhage var en pionjär när det handlar om fysisk förändring av filmremsan för att uppnå visuella effekter. I sin film Reflections on Black från 1955 skildras en blind mans promenad genom staden och Brakhage har fysisk skrapat bort ögonen från filmremsan och även klippt in negativa sekvenser.
Under 1960-talet är det kanske främst filmerna Dog Star Man (1961–2964) och The Art of Vision (1961–1964), som från början är samma film berättad på olika sätt, som har blivit Brakhage mest omtalade. Dessa filmer är också tydliga exempel på hur Brakhages filmer lämnar det lyriskt berättande mot det mer episka och metafysiska. Brakhage utvecklade under 1980- och 1990-talen tekniken att rent fysiskt skrapa och måla på filmremsorna.